# Vrapci (Sjenica)
Pour les articles homonymes, voir Vrapci.
Vrapci (en serbe cyrillique : Врапци) est un village de Serbie situé dans la municipalité de Sjenica, district de Zlatibor. Au recensement de 2011, il comptait 36 habitants.

## Démographie
| 1948 | 1953 | 1961 | 1971 | 1981 | 1991 | 2002 | 2011 |
| ---- | ---- | ---- | ---- | ---- | ---- | ---- | ---- |
| 132  | 151  | 146  | 119  | 89   | 69   | 49   | 36   |

|  |